# Nora stadsförsamling
Nora stadsförsamling var en församling i Västerås stift och i Nora kommun. Församlingen uppgick 1974 i Nora bergsförsamling. 

## Administrativ historik
Församlingen bildades 1643 genom en utbrytning ur Nora bergsförsamling och återgick i denna 1974.
Församlingen utgjorde till 1824 ett eget pastorat för att därefter till 1974 vara moderförsamling i pastoratet Nora stadsförsamling och Nora bergsförsamling som från 1871 även omfattade Vikers församling.

## Kyrkor
- Nora kyrka

## Series Pastorum[3]
- Magnus Svederus 1826-1850
- C. G. Grahl 1852-1861
- Oskar Bohm 1861-1901
- Emil Loftman 1901-1916
- Thure Bergström 1920-21
- Helge Arvedson 1923-

## Organister
| Verksam   | Namn                 | Levnadstid |
| --------- | -------------------- | ---------- |
| 1931–1964 | Enok Waldemar Olding | 1902–      |